# Acroteri
Un acroteri (grec antic: ἀκρωτήριον, llatí: acroterium, "extrem" o "acabament"; plural acroteria) és un element decoratiu de l'arquitectura grega i romana clàssiques, i de les seves recreacions històriques, que està col·locat als vèrtexs extrems o al cim d'un frontó triangular. Generalment tenen forma de palmeta, però poden tenir diferents motius geomètrics o representar cares humanes o d'animals.

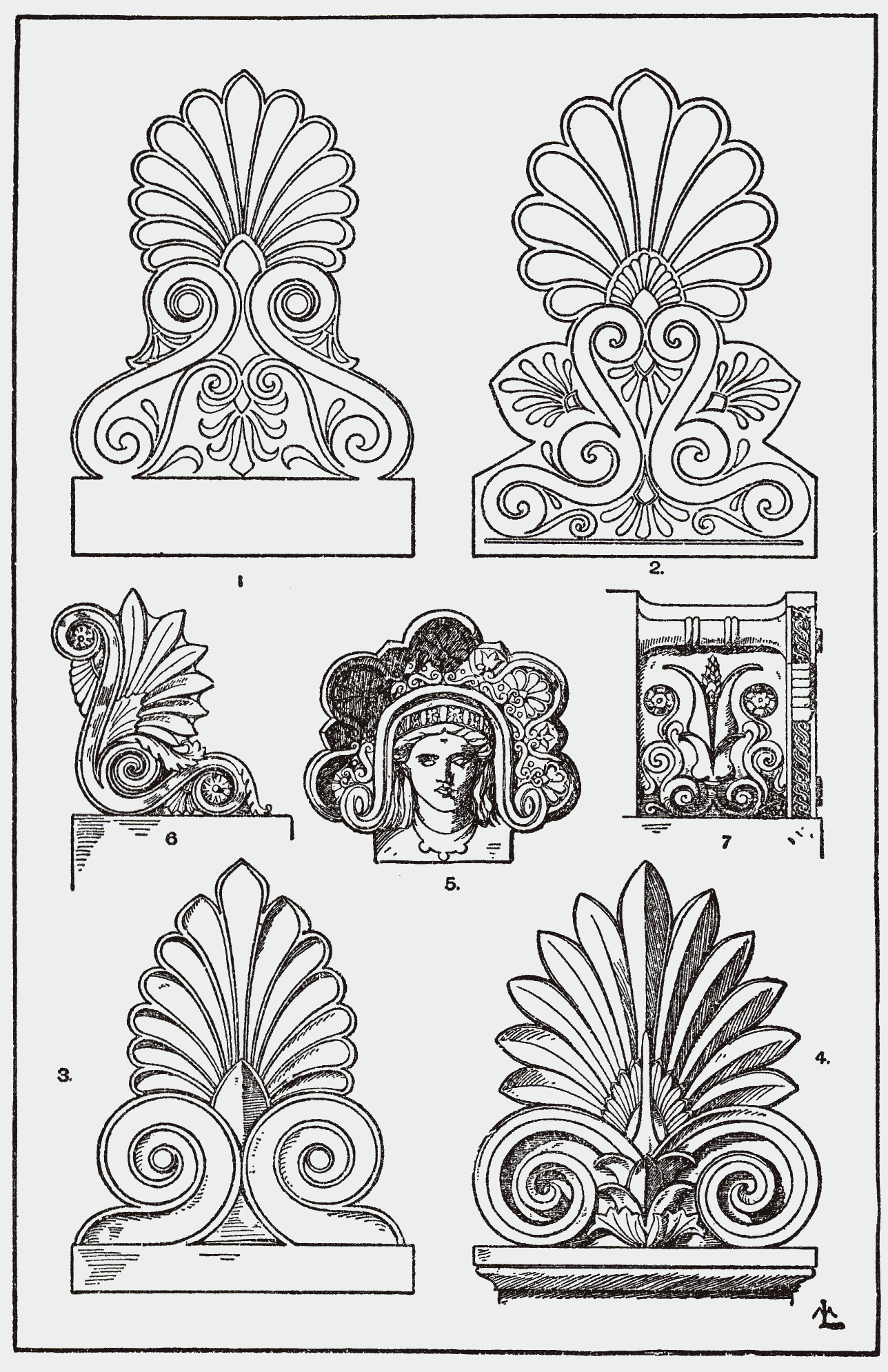
Exemples d'croteris

Per extensió, s'anomenen així els elements decoratius –que poden ser estàtues, grius, estatuetes de pedra, vasos de terracota, etc.– que es col·loquen damunt d'una cornisa, sovint amb motiu d'ocultar una part de la teulada i, fins i tot, els elements de remat col·locats als extrems de la part convexa de les teules. Els materials utilitzats són variats: pedra, terracota, pintura, plàstic i bronze.
En l'arquitectura moderna, s'anomena en alguns casos mur acroteri o simplement, acroteri el muret situat a la vora de les terrasses per permetre elevar les solucions d'estanqueïtat.